# Выпуск 1840 года (Вест-Пойнт)
Выпуск 1840 года в американской военной академии Вест-Пойнт дал стране 13 генералов (в их числе одного полного генерала армии). 25 выпускников этого года стали участниками гражданской войны, из них 10 сражались на стороне Юга, 15 — на стороне Севера. Среди выпускников этого года были генералы Уильям Шерман, Джордж Томас и Ричард Юэлл, а также губернатор Луизианы Пол Хеберт.
Суперинтендантом академии в 1840 году был Ричард Делафилд.
| Имя              | ранг | звание                  | примечания |
| ---------------- | ---- | ----------------------- | --- |
| Пол Хеберт       | 1    | (вр.) полковник         | Инженер, участник мексиканской войны, 14-й губернатор Луизианы (1853—1856), бригадный генерал армии Конфедерации.                                                      |
| Чарльз Кингсбери | 2    | подполковник            | артиллерист |
| Джон Макнатт     | 3    | подполковник            | артиллерист |
| Уильям Джонс     | 4    | -                       | Погиб в результате несчастного случая через год после выпуска. |
| Уильям Гилем     | 5    | первый лейтенант        | Преподавал в Вест-Пойнте натуральную философию (1841—1844), участник мексиканской войны, покинул армию в 1846 году.                                                    |
| Уильям Шерман    | 6    | полный генерал          | участник Гражданской войны, командир Теннессийской армии, с 1869 года — полный генерал армии США                                                                       |
| Джоб Ланкастер   | 7    | второй лейтенант        | Погиб от молнии через год после выпуска. |
| Уильям Черчилль  | 8    | капитан                 | умер в 1847 |
| Стюарт ван Влит  | 9    | генерал-майор (вр.)     | участник мексиканской войны, во время гражданской войны — квартирмейстер армии                                                                                         |
| Джон Маккаун     | 10   | генерал-майор           | участник мексиканской войны, генерал-майор армии Конфедерации |
| Фрэнсис Кларк    | 11   | полковник (вр.)         | преподавал в Вест-Пойнте математику, химию и минералогию (1841—1852) в годы гражданской войны служил в артиллерии, шеф артиллерии II корпуса Потомакской армии (1862). |
| Джордж Томас     | 12   | генерал-майор           | Участник мексиканской войны, командир Камберлендской армии. |
| Ричард Юэлл      | 13   | генерал-майор           | Участник мексиканской войны, в годы гражданской войны — командир Второго корпуса Северовирджинской армии.                                                              |
| Джеймс Мартин    | 14   | бригадный генерал       | участник мексиканской войны, бригадный генерал армии Конфедерации |
| Джордж Гетти     | 15   | генерал-майор (вр.)     | участник мексиканской войны, корпусной командир федеральной армии. |
| Хорас Филд       | 16   | капитан (вр.)           | участник мексиканской войны, утонул в 1853 году. |
| Генри Уайтинг    | 17   | полковник               | командир 2-го вермонтского полка, ушел из армии в 1863 |
| Уильям Хейз      | 18   | бригадный генерал (вр.) | участник мексиканской войны, командовал артиллерией в годы гражданской войны, командовал бригадой Второго корпуса Потомакской армии.                                   |
| Фаулер Гамильтон | 19   | капитан                 | участник мексиканской войны, умер в 1851 году. |
| Брайан Тилдер    | 20   | первый лейтенант        | участник мексиканской войны, умер в 1859 году. |
| Таддеус Хиггинс  | 21   | второй лейтенант        | умер в 1845 в Техасе во время взрыва пароходного котла |
| Оскар Уиншип     | 22   | капитан                 | участник мексиканской войны, умер в 1855 году. |
| Башрод Джонсон   | 23   | генерал-майор           | участник мексиканской войны, генерал армии Конфедерации |
| Чарльз Хамбер    | 24   | капитан                 | участник мексиканской войны, умер в 1858 |
| Джеймс Колдуэлл  | 25   | подполковник (вр.)      | участник мексиканской и гражданской войн |
| Джон Гардинер    | 26   | подполковник (вр.)      | участник мексиканской войны, в гражданскую служил на тыловых должностях.                                                                                               |
| Рубен Кэмпбелл   | 27   | полковник               | участник мексиканской войны, командир 7-го северокаролинского пехотного полка Северовирджинской армии, погиб в сражении при Геинс-Милл.                                |
| Пинкни Лугенбил  | 28   | полковник               | участник мексиканской войны и гражданской войны (на штабных должностях)                                                                                                |
| Генри Уордуэлл   | 29   | второй лейтенант        | умер через год после выпуска |
| Уильям Робертсон | 30   | второй лейтенант        | покинул армию в 1843 году. |
| Уильям Стил      | 31   | ?                       | участник мексиканской войны, …. |
| Роберт Макклей   | 32   | бригадный генерал       | участник мексиканской войны, офицер армии Конфедерации |
| Оливер Шеперд    | 33   | бригадный генерал (вр.) | участник мексиканской войны и индейских войн, командовал федеральной бригадой в сражении при Стоун-Ривер.                                                              |
| Генри Уоллен     | 34   | полковник               | участник мексиканской войны, офицер федеральной армии. |
| Стивен Карпентер | 35   | майор                   | участник мексиканской войны, погиб в 1862 в сражении при Стоун-Ривер.                                                                                                  |
| Джозеф Фолсом    | 36   | капитан                 | преподавал в Вест-Пойнте пехотную тактику (1841—1844), участник мексиканской войны, умер в 1855 году.                                                                  |
| Уильям Торри     | 37   | второй лейтенант        | уволен из армии в 1844 |
| Дэниел Роджерс   | 38   | первый лейтенант        | участник мексиканской войны, умер в 1848 в Веракрус. |
| Уильям Джонс     | 39   | капитан                 | участник Второй семинольской войны, мексиканской войны (Монтеррей, Серро-Гордо, штурм Чапультепека), покинул армию в апреле 1861                                       |
| Даглас Ирвин     | 40   | первый лейтенант        | погиб в сражении при Монтеррей. |
| Томас Джордан    | 41   | бригадный генерал       | участник мексиканской войны, начальник штаба при Борегаре и Брэкстоне Брэгге, в 1870 — генерал повстанческой кубинской армии.                                          |
| Джон Бейкон      | 42   | первый лейтенант        | участник мексиканской войны, погиб в сражении при Чурубуско. |

| Выпускники 1840 года                                                       |
| -------------------------------------------------------------------------- |
| - Пол Хеберт - Ричард Юэлл - Башрод Джонсон - Джордж Томас - Уильям Шерман |